# Cœur de gosses
Pour les articles homonymes, voir Rolling Home.
Pour plus de détails, voir Fiche technique et Distribution.
Cœur de gosses (Rolling Home) est un film américain en noir et blanc réalisé par William Berke, sorti en 1946.

## Synopsis
Le vieux Pop Miller, une ancienne vedette de rodéo, et son petit-fils Gary arrivent dans une ville avec leur cheval blessé. Le Révérend David Owens décide de les aider. Une jeune veuve riche et égoïste, Frances Crawford, pose ses conditions.

## Fiche technique
- Titre : Cœur de gosses
- Titre original : Rolling Home
- Réalisation : William Berke
- Scénario : Edwin V. Westrate, d'après une histoire de William Berke
- Chef-opérateur : Benjamin H. Kline
- Musique : Darrell Calker
- Montage : Arthur A. Brooks
- Producteurs : William Berke, Samuel L. Decker (associé) et Robert L. Lippert (exécutif)
- Société de production : Affiliated Productions
- Société de distribution : Screen Guild Productions
- Pays d'origine : États-Unis
- Langue originale : anglais
- Format : noir et blanc – 35 mm – 1,37:1 – son : Mono (RCA Sound System)
- Genre : drame familial
- Durée : 71 min
- Dates de sortie : 
  - États-Unis : 1er novembre 1946
  - France : 12 septembre 1947

## Distribution
- Jean Parker : Frances Crawford
- Russell Hayden : le révérend David Owens
- Raymond Hatton : Pop Miller
- Pamela Blake : Pamela Crawford
- Jo Ann Marlowe : Sandy Crawford
- Jimmy Conlin : Grandpa Crawford
- Robert 'Buzz' Henry : Gary Miller
- Jonathan Hale : Henry Kane
- George Tyne : Joe
- Milton Parsons : Charlie Kane
- Harry Carey Jr.[1] : Dobey
- William Farnum : rodéo official
- Elmo Lincoln : course official
- André Charlot : Dr Clark
- Jimmie Dodd : le cowboy guitariste